# Sergio Penzo
Sergio Penzo Junge (10 agosto 1978) è uno schermidore cileno.

## Palmarès
In carriera ha conseguito i seguenti risultati:
- Giochi Panamericani:

Winnipeg 1999: argento nella spada a squadre.